# Лууре, Андрес
Андрес Лууре (эст. Andres Luure; родился 22 мая 1959 г.) — эстонский философ, семиотик и переводчик.

## Биография
В 1983 году окончил Механико-математический факультет МГУ, защитив дипломную работу на тему "Абелевы алгебры". В 1998 году защитил магистерскую диссертацию "A combinatorial model of referring". В 2006 году получил учёную степень доктора философии на основании защиты диссертации "Duality and sextets: a new structure of categories". С 2009 года является доцентом Таллинского университета. Перевёл на эстонский язык произведения ряда современных философов, в том числе работы Людвига Витгенштейн, Юргена Хабермаса и Гилберта Райла.
Андрес Лууре является администратором и одним из наиболее активных участников Эстонской Википедии, где правит под своим реальным именем Andres. Деятельность Лууре в Википедии была отмечена Государственной наградой Волонтёр года, которую вручил ему президент Эстонии Тоомас Ильвес в 2008 году.

## Публикации
- Liiv, Peeter; Luure, Andres 2003. Muinasjutt armastusest. Päikesetuul, september.
- Luure, Andres 2006. Duality and sextets: a new structure of categories. (Dissertationes Semioticae Universitatis Tartuensis 9.) Tartu: Tartu University Press.
- Luure, Andres 2008. Meanings come in six. Труды по знаковым системам 36(2): 493−508.
- Luure, Andres 2009. Action in signs. Труды по знаковым системам 37: 270−280.
- Luure, Andres 2018. Kaitse esiti teist... Teater. Muusika. Kino, aprill.

## Награды
- Волонтёр года[англ.] (2008)[2]
- Орден Белой звезды пятой степени (2013)[3]